# Ostallgäuer Verkehrsgemeinschaft

Logo der Ostallgäuer Verkehrsgemeinschaft

Die Ostallgäuer Verkehrsgemeinschaft (OVG) ist ein regionaler Verkehrsverbund, der aus einem Zusammenschluss der örtlichen Busunternehmen im
Landkreis Ostallgäu und in der Stadt Kaufbeuren existiert. Er wurde von 4 Busunternehmen gebildet, die zusammen auf etwa 30 Linien ca. 3 Millionen Fahrgäste jährlich befördern.
Es gilt ein Gemeinschaftstarif für alle Buslinien. Die DB Regio ist mit der Sparte Schiene nicht integriert.

## Beteiligte Verkehrsunternehmen
Folgende Busunternehmen wenden den Gemeinschaftstarif an:
- Regionalbus Augsburg GmbH (RBA)
- Verkehrsgesellschaft Kirchweihtal GmbH
- DB Regio Bus, Region Bayern
  - Regionalverkehr Oberbayern GmbH (DB Oberbayernbus)
  - Regionalverkehr Allgäu GmbH (RVA)

## Weblink
- Webseite des Landratsamtes Ostallgäu zum ÖPNV